# ستانيسلاف لاريونوف
ستانيسلاف لاريونوف (بالروسية: Ларионов, Станислав Анатольевич)‏ هو لاعب كرة قدم روسي، ولد في 20 يونيو 1976 في سانت بطرسبرغ في روسيا. لعب مع MFK Dina Moskva ‏.